# Werbender Buch- und Zeitschriftenhandel
Im Werbenden Buch- und Zeitschriftenhandel (WBZ) werden Zeitungs- und Zeitschriftenabonnements durch Handelsvertreter verkauft, die die angebotenen Produkte direkt vom Verlag beziehen. Diese Vertreter werden umgangssprachlich auch als Drücker bezeichnet und genießen keinen sehr guten Ruf. Etwa 50 % der auf diesem Weg vertriebenen Presseerzeugnisse sind Funk- und Fernsehzeitschriften.
Obwohl die Branche inzwischen nicht nur direkt an der Tür wirbt, sondern auch versucht, neue Kunden über das Telefon, Werbung in Printmedien und Internetpräsenzen zu gewinnen, ist dieser Zweig des Pressevertriebs stark rückläufig. Der WBZ hat sich inzwischen mit dem Verband Deutscher Zeitschriftenverleger (VDZ) zur Arbeitsgemeinschaft Abonnentenwerbung (AGA) zusammengeschlossen. Hierdurch soll eine qualitative Abowerbung gesichert und unsaubere Methoden zurückgedrängt werden.

## Bundesverband der Medien- und Dienstleistungshändler e. V.
Mit einer Neuausrichtung und einer Umbenennung rüstete sich der Werbende Buch- und Zeitschriftenhandel (WBZ) auf die Marktherausforderungen der Zukunft. Im Rahmen der Jahrestagung 2009 des Verbandes am 19. und 20. Mai in Königswinter wurde beschlossen, dass der Verband nunmehr infolge einer umfassenden Neuorganisation die Bezeichnung Bundesverband der Medien- und Dienstleistungshändler e. V. (BMD) führt. Auf der Jahrestagung 2015, die am 19. und 20. Mai in Berlin stattgefunden hatte, wurde das neue Verbandspräsidium gewählt:  Wilfried Paepcke (Präsident, zugleich Vorstand Finanzen) in der Nachfolge des bisherigen BMD-Verbandspräsidenten Gisbert Komlóssy, Frank Reh (stellvertretender Präsident, zugleich Vorstand Presse), Maximilian Lorenz (Vorstand Buch), Volker Paepcke (Vorstand Service & Technik) und Albert Geissinger (Vorstand Versicherung). Auf der Jahrestagung 2016, die am 10. und 11. Mai in Berlin stattgefunden hatte, wurde beschlossen, dass der Verband mit der Arbeitsgemeinschaft Abonnentenwerbung e. V. verschmolzen wird.